# Jiří Horáček (lékař)
Jiří Horáček (24. března 1941, Plzeň – 28. března 2010, Hradec Králové) byl český virolog a mikrobiolog, s prioritou ve výzkumu cytomegaloviru, působící na lékařské fakultě Univerzity Karlovy v Hradci Králové, v letech 1995–2003 jako přednosta Ústavu klinické mikrobiologie lékařské fakulty a Fakultní nemocnice v Hradci Králové.

## Osobní život
Narodil se 24. března 1941 v Plzni. Rodina se záhy přestěhovala do Hradce Králové, kde vystudoval gymnázium Josefa Kajetána Tyla – maturita 1959. Po gymnáziu vystudoval lékařskou fakultu Univerzity Karlovy v Hradci Králové (promoce 1965) a ihned se orientoval na mikrobiologii. V roce 1964 se oženil s MUDr. Miluší Horáčkovou (1942), v roce 1965 se manželům Horáčkovým narodil syn Jiří, v roce 1970 dcera Jana, která se rovněž stala lékařkou. Pro onemocnění pohybového aparátu byl připoután na invalidní vozík, což jej nijak neomezilo ve společenských kontaktech, ani vědecké práci. Zemřel čtyři dny po svých 69. narozeninách v hradecké fakultní nemocnici v důsledku kardiálních komplikací.

## Odborný život
Celý svůj život pracoval v hradecké fakultní nemocnici a na hradecké lékařské fakultě. Se svými kolegy izoloval cytomegalovirus a tomuto viru se věnoval celý život. V Hradci Králové rozvíjel mikrobioologii v celém rozsahu, včetně transplantační medicíny. V roce 1979 získal vědeckou hodnost kandidáta lékařských věd, v roce 1992 byl habilitován docentem mikrobiologie, v roce 1998 byl jmenován profesorem Univerzity Karlovy pro obor mikrobiologie. V letech 1995–2003 byl přednostou Ústavu klinické mikrobiologie FN a LF UK v Hradci Králové. Byl autorem a spoluautorem více než 100 odborných prací, členem redakčních rad odborných časopisů, členem vědeckých a zkušebních rad a komisí.